# Heck’sche Formel
Die Heck’sche Formel ist nach dem deutschen Verfassungsrichter Karl Heck benannt und besagt, dass das Bundesverfassungsgericht nur bei einer Verletzung von spezifischem Verfassungsrecht durch die Gerichte auf eine Verfassungsbeschwerde hin eingreifen kann. 

## Wortlaut und Bedeutung
Die Hecksche Formel wurde im sog. Patent-Beschluss des Bundesverfassungsgerichts vom 10. Juni 1964 formuliert. In diesem Verfahren war Karl Heck der Berichterstatter. Sie lautet:

„Die Gestaltung des Verfahrens, die Feststellung und Würdigung des Tatbestandes, die Auslegung des einfachen Rechts und seine Anwendung auf den einzelnen Fall sind allein Sache der dafür allgemein zuständigen Gerichte und der Nachprüfung durch das Bundesverfassungsgericht entzogen; nur bei einer Verletzung von spezifischem Verfassungsrecht durch die Gerichte kann das Bundesverfassungsgericht auf Verfassungsbeschwerde hin eingreifen.“

Diese Abgrenzung der Prüfungskompetenz des Bundesverfassungsgerichts gegenüber den Fachgerichten im Rahmen von Urteilsverfassungsbeschwerden war indessen schon in älteren Entscheidungen des BVerfG angeklungen. Erst mit Wirkung zum 2. Februar 1969 wurden die Grundrechte und die in Art. 20 Abs. 4, Art. 33, Art. 38, Art. 101, Art. 103 und Art. 104 GG enthaltenen Rechte als mit der Verfassungsbeschwerde rügefähige Bestimmungen des Grundgesetzes benannt. Diese in Art. 94 Abs. 4 Nr. 4a GG enumerativ aufgezählten Rechte können durch den richterrechtlichen Terminus „spezifisches Verfassungsrecht“ weder erweitert noch reduziert werden. Man kann daher nur vermuten, dass es sich bei ihm um „das spezifische Merkmal der Verletzung“ handelt, „das es dem Beschwerdeführer ermöglicht, das BVerfG anzurufen.“
Die Hecksche Formel bedeutet jedoch keineswegs eine „Rechtsweggeneralklausel“ im Sinne eines zusätzlichen Rechtsbehelfs für das Verfahren vor den ordentlichen oder den Verwaltungsgerichten. Sie ist vielmehr ein letzter, subsidiärer, außerordentlicher Rechtsbehelf, um Eingriffe der öffentlichen Gewalt in den Schutzbereich der Grundrechte abzuwehren. Sie setzt die Erschöpfung des fachgerichtlichen Rechtswegs voraus (§ 90 Abs. 2 Satz 1 BVerfGG, Art. 94 Abs. 2 Satz 2 GG). Ihr kommt daher nicht die Funktion zu, Rechtsmittel, die nach anderen Prozessordnungen gegeben sind, zu ersetzen. Das Bundesverfassungsgericht ist keine Superrevisionsinstanz.
Das Bundesverfassungsgericht hat in der Folge stets nach gegebenen konkreten Fallkonstellationen das im Patent-Beschluss angesprochene Kriterium durch andere zu ergänzen versucht, etwa durch die Schumann’sche Formel oder die „Neue Formel“.